# Ашкаль
Ашкаль (перс. اشقل) — село в Ірані, у дегестані Фармагін, у Центральному бахші, шагрестані Фараган остану Марказі. За даними перепису 2006 року, його населення становило 125 осіб, що проживали у складі 40 сімей.

## Клімат
Середня річна температура становить 12,53 °C, середня максимальна – 31,80 °C, а середня мінімальна – -11,15 °C. Середня річна кількість опадів – 266 мм.
| Клімат поселення                              | Клімат поселення | Клімат поселення | Клімат поселення | Клімат поселення | Клімат поселення | Клімат поселення | Клімат поселення | Клімат поселення | Клімат поселення | Клімат поселення | Клімат поселення | Клімат поселення | Клімат поселення |
| Показник                                      | Січ.             | Лют.             | Бер.             | Квіт.            | Трав.            | Черв.            | Лип.             | Серп.            | Вер.             | Жовт.            | Лист.            | Груд.            |                  |
| Середній максимум, °C                         | 7,63             | 10,34            | 15,52            | 21,20            | 25,19            | 31,75            | 31,80            | 30,72            | 26,55            | 21,23            | 14,64            | 8,33             |                  |
| Середня температура, °C                       | −1,76            | 0,94             | 6,12             | 11,80            | 15,80            | 22,36            | 25,44            | 24,35            | 20,18            | 14,86            | 8,28             | 1,97             |                  |
| Середній мінімум, °C                          | −11,15           | −8,43            | −3,28            | 2,42             | 6,41             | 12,97            | 19,08            | 17,97            | 13,81            | 8,49             | 1,90             | −4,4             |                  |
| Норма опадів, мм                              | 38               | 35               | 48               | 35               | 31               | 5                | 1                | 1                | 0                | 10               | 24               | 38               |                  |
| Середньомісячна швидкість вітру, м/с          | 1.69             | 2.00             | 2.86             | 3.00             | 2.75             | 2.50             | 2.52             | 2.40             | 2.28             | 2.20             | 1.96             | 1.41             |                  |
| Середньомісячна сонячна радіація, кДж/м²·день | 9041             | 12354            | 14750            | 18223            | 22192            | 26816            | 25939            | 24028            | 20835            | 15349            | 10894            | 8874             |                  |
| --------------------------------------------- | ---------------- | ---------------- | ---------------- | ---------------- | ---------------- | ---------------- | ---------------- | ---------------- | ---------------- | ---------------- | ---------------- | ---------------- | ---------------- |
| Джерело:                                      |                  |                  |                  |                  |                  |                  |                  |                  |                  |                  |                  |                  |                  |